# Natação nos Jogos Olímpicos de Verão da Juventude de 2010 - 100 m costas feminino
As provas dos 100 metros costas feminino da natação nos Jogos Olímpicos de Verão da Juventude de 2010 foram realizadas nos dias 15 e 16 de agosto, na Escola dos Desportos, em Singapura. 26 nadadoras estavam inscritas neste evento.

## Medalhistas
| Ouro   | UKR Daryna Zevina     |
| Prata  | CHN Anqi Bai          |
| Bronze | RUS Alexandra Papusha |

## Eliminatórias

### Eliminatória 1
| Pos. | Raia | Nome                | País         | Tempo   | Notas |
| ---- | ---- | ------------------- | ------------ | ------- | ----- |
| 1    | 6    | Carina Macavei      | ROU Romênia  | 1:06.27 |       |
| 2    | 3    | Lee-Ann Rose        | BAR Barbados | 1:08.41 |       |
| 3    | 4    | Sara Hayajna        | JOR Jordânia | 1:09.04 |       |
| 4    | 5    | Daoheuang Inthavong | LAO Laos     | 1:29.89 |       |

### Eliminatória 2
| Pos. | Raia | Nome                    | País              | Tempo   | Notas |
| ---- | ---- | ----------------------- | ----------------- | ------- | ----- |
| 1    | 5    | Renee Stothard          | NZL Nova Zelândia | 1:04.94 | Q     |
| 2    | 3    | Oneida Cooper           | RSA África do Sul | 1:06.05 |       |
| 3    | 6    | Gabriela Ņikitina       | LAT Letônia       | 1:06.30 |       |
| 4    | 4    | Alexandra Dobrin        | ROM Romênia       | 1:06.31 |       |
| 5    | 2    | Kendese Nangle          | JAM Jamaica       | 1:06.43 |       |
| 6    | 7    | Adeline Shu Jian Winata | SIN Singapura     | 1:08.06 |       |
| 7    | 8    | Lara Butler             | CAY Ilhas Cayman  | 1:08.98 |       |
| 8    | 1    | Chriselle Wyn Jia Koh   | SIN Singapura     | 1:09.93 |       |

### Eliminatória 3
| Pos. | Raia | Nome               | País            | Tempo   | Notas |
| ---- | ---- | ------------------ | --------------- | ------- | ----- |
| 1    | 4    | Daryna Zevina      | UKR Ucrânia     | 1:02.55 | Q     |
| 2    | 3    | Ida Lindborg       | SWE Suécia      | 1:04.17 | Q     |
| 3    | 2    | Yulduz Kuchkarova  | UZB Uzbequistão | 1:04.63 | Q     |
| 4    | 8    | Marie Jugnet       | FRA França      | 1:04.77 | Q     |
| 5    | 1    | Martina Elhenická  | CZE Chéquia     | 1:04.80 | Q     |
| 6    | 6    | Mina Ochi          | JPN Japão       | 1:05.52 |       |
| 7    | 7    | Mabel Sulić        | CRO Croácia     | 1:07.50 |       |
| 8    | 5    | Yekaterina Rudenko | KAZ Cazaquistão | 1:08.32 |       |

### Eliminatória 4
| Pos. | Raia | Nome               | País               | Tempo   | Notas |
| ---- | ---- | ------------------ | ------------------ | ------- | ----- |
| 1    | 6    | Lovisa Eriksson    | SWE Suécia         | 1:04.10 | Q     |
| 2    | 5    | Allison Roberts    | USA Estados Unidos | 1:04.53 | Q     |
| 3    | 4    | Klaudia Naziębło   | POL Polônia        | 1:04.57 | Q     |
| 4    | 3    | Sarah Rolko        | LUX Luxemburgo     | 1:05.38 |       |
| 5    | 1    | Madison Wilson     | AUS Austrália      | 1:05.54 |       |
| 6    | 2    | Lourdes Villasenor | MEX México         | 1:06.29 |       |
| 7    | 8    | Diana Chang        | ECU Equador        | 1:06.37 |       |
| 8    | 7    | Ting Chen          | TPE Taipé Chinês   | 1:07.32 |       |

### Eliminatória 5
| Pos. | Raia | Nome                  | País          | Tempo   | Notas |
| ---- | ---- | --------------------- | ------------- | ------- | ----- |
| 1    | 3    | Alexandra Papusha     | RUS Rússia    | 1:02.33 | Q     |
| 2    | 4    | Anqi Bai              | CHN China     | 1:03.40 | Q     |
| 3    | 5    | Yukiko Watanabe       | JPN Japão     | 1:04.23 | Q     |
| 4    | 7    | Juanita Barreto       | COL Colômbia  | 1:04.47 | Q     |
| 5    | 6    | Dörte Baumert         | GER Alemanha  | 1:04.58 | Q     |
| 6    | 1    | Isabella Arcila       | COL Colômbia  | 1:04.87 | Q     |
| 7    | 8    | Lotta Nevalainen      | FIN Finlândia | 1:04.93 | Q     |
| 8    | 2    | Monica Ramirez Abella | AND Andorra   | 1:05.73 |       |

## Semifinais

### Semifinal 1
| Pos. | Raia | Nome            | País              | Tempo   | Notas |
| ---- | ---- | --------------- | ----------------- | ------- | ----- |
| 1    | 4    | Daryna Zevina   | UKR Ucrânia       | 1:02.57 | Q     |
| 2    | 5    | Lovisa Eriksson | SWE Suécia        | 1:03.48 | Q     |
| 3    | 7    | Marie Jugnet    | FRA França        | 1:04.02 | Q     |
| 4    | 3    | Yukiko Watanabe | JPN Japão         | 1:04.24 |       |
| 5    | 2    | Dörte Baumert   | GER Alemanha      | 1:04.36 |       |
| 6    | 6    | Allison Roberts | RSA África do Sul | 1:04.55 |       |
| 7    | 1    | Isabella Acrila | COL Colômbia      | 1:04.98 |       |
| 8    | 8    | Renee Stothard  | NZL Nova Zelândia | 1:05.11 |       |

### Semifinal 2
| Pos. | Raia | Nome              | País            | Tempo   | Notas |
| ---- | ---- | ----------------- | --------------- | ------- | ----- |
| 1    | 5    | Anqi Bai          | CHN China       | 1:02.33 | Q     |
| 2    | 4    | Alexandra Papusha | RUS Rússia      | 1:02.62 | Q     |
| 3    | 2    | Klaudia Naziębło  | POL Polônia     | 1:03.57 | Q     |
| 4    | 3    | Ida Lindborg      | SWE Suécia      | 1:03.99 | Q     |
| 5    | 7    | Yulduz Kuchkarova | UZB Uzbequistão | 1:04.03 | Q     |
| 6    | 6    | Juanita Barreto   | COL Colômbia    | 1:04.64 |       |
| 7    | 1    | Martina Elhenická | CZE Chéquia     | 1:05.43 |       |
| 8    | 8    | Lotta Nevalainen  | FIN Finlândia   | 1:05.96 |       |

## Final
| Pos.              | Raia | Nome              | País            | Tempo   | Notas |
| ----------------- | ---- | ----------------- | --------------- | ------- | ----- |
| Medalha de ouro   | 4    | Daryna Zevina     | UKR Ucrânia     | 1:01.51 |       |
| Medalha de prata  | 5    | Anqi Bai          | CHN China       | 1:01.97 |       |
| Medalha de bronze | 3    | Alexandra Papusha | RUS Rússia      | 1:02.15 |       |
| 4                 | 2    | Klaudia Naziębło  | POL Polônia     | 1:03.27 |       |
| 5                 | 6    | Lovisa Eriksson   | SWE Suécia      | 1:03.40 |       |
| 6                 | 7    | Ida Lindborg      | SWE Suécia      | 1:03.60 |       |
| 7                 | 1    | Marie Jugnet      | FRA França      | 1:03.65 |       |
| 8                 | 8    | Yulduz Kuchkarova | UZB Uzbequistão | 1:04.46 |       |